# الوطنية للمقاولات العامة والتوريدات
الشركة الوطنية للمقاولات العامة والتوريدات هي إحدى الشركات التابعة لـ"جهاز مشروعات الخدمة الوطنية للقوات المسلحة"، أحد أجهزة وزارة الدفاع المصرية. أنشئت الشركة سنة 1995 بمنطقة الماظة بهدف القيام بكافة أعمال المقاولات العامة والتوريدات والإنشاءات وأعمال المرافق والطرق والصيانة وأعمال التركيبات الميكانيكية والكهربائية والأعمال المساحية ونسف وتطهير الألغام والشركة مصنفة فئة أولى بين شركات الأعمال طبقاً لقرار الاتحاد المصرى لمقاولى التشييد والبناء.

## أبرز المشاريع المنفذة
- بركة غليون

## رؤساء الشركة
- لواء/ كرم سالم.
- لواء / أشرف حامد.[2]